# Koenig & Bauer BKK
 (mai 2021).
Koenig & Bauer BKK est une société allemande d'assurance maladie privée.

## Histoire
La caisse est une création de l'entreprise Koenig & Bauer AG et est réservée à ses salariés. Elle est issue de la fusion de BKK Koenig & Bauer-Albert AG, créée en 1855, et de BKK KBA Planeta AG, créée en 1991, en janvier 1997.

## Source de la traduction
- (de) Cet article est partiellement ou en totalité issu de l’article de Wikipédia en allemand intitulé « Koenig & Bauer BKK » (voir la liste des auteurs).